# Cantón de Valenciennes-Sur
El cantón de Valenciennes-Sur era una división administrativa francesa, que estaba situada en el departamento de Norte y la región de Norte-Paso de Calais.

## Composición
El cantón estaba formado por quince comunas, más una fracción de la comuna que le daba su nombre:
- Artres
- Aulnoy-lez-Valenciennes
- Famars
- Haulchin
- Hérin
- La Sentinelle
- Maing
- Monchaux-sur-Écaillon
- Oisy
- Prouvy
- Quérénaing
- Rouvignies
- Thiant
- Trith-Saint-Léger
- Valenciennes (fracción)
- Verchain-Maugré

## Supresión del cantón de Valenciennes-Sur
En aplicación del Decreto nº 2014-167 de 17 de febrero de 2014, el cantón de Valenciennes-Sur fue suprimido el 22 de marzo de 2015 y sus 16 comunas pasaron a formar parte; catorce del nuevo cantón de Aulnoy-lez-Valenciennes y una del nuevo cantón de Valenciennes.